# I Love You (Miss Robot)
"I Love You (Miss Robot)" é uma canção gravada, composta, produzida e arranjada pelo duo britânico The Buggles, formado pelos cantores Trevor Horn e Geoff Downes, para o seu álbum de estúdio de estreia, The Age of Plastic (1980). Segundo Downes, a obra retrata "estar na estrada e fazer amor com alguém que você realmente não gosta", embora críticos especialistas em música contemporânea considerem que o seu tema está relacionado a um robô. O tema foi interpretado ao vivo em 2010 como parte da primeira apresentação ao vivo do duo a cantar faixas de The Age of Plastic.

## Produção e gravação
"I Love You (Miss Robot)" é a quarta faixa do álbum de estúdio de estreia dos The Buggles, intitulado The Age of Plastic. As canções para o disco foram gravadas ao longo de 1979 à base do orçamento de sessenta mil libras esterlinas. O pano de fundo para esta faixa foi gravado no estúdio Virgin's Town House em Londres Ocidental, com a mixagem e gravação dos vocais tendo decorrido nos estúdios Sarm East, localizados em Londres Oriental. Gary Langan ficou a cargo de misturar a canção em um domingo em 1979, entre as 23 horas/0 horas e 3 horas/4 horas. Langan declarou que "foi uma das melhores mixagens que já fiz", e considerou a obra como um "mix de pukka".
Enquanto interpretava "I Love You (Miss Robot)" no Ladbroke Grove's Supperclub, uma apresentação ao vivo popularmente conhecida como "The Lost Gig", Horn revelou que concebeu a ideia para a canção após tocar "Moon River" em um baixo eléctrico, algo que ele fazia todas as noites de terça-feira.

## Estrutura musical e recepção crítica
Musicalmente, "I Love You (Miss Robot)" é uma tema que deriva dos géneros musicais electropop e new wave. Além de compositor, Downes também cantou na canção através de um vocoder. Ele afirmou que esta obra retratava "estar nas estradas e fazer amor com alguém que não você não gosta, enquanto você quer, na verdade, telefonar para alguém que está bem distante." Todavia, em sua revisão para The Age of Plastic, um crítico do portal Allmusic considerou o tema da faixa como sendo um "romance amoroso metafórico com um robô" que "explora o relacionamento e dependência do homem moderno com a tecnologia". Craven Lovelace, escrevendo para o jornal Grand Junction Free Press, notou que a canção serve como um exemplo da popularidade emergente de robôs como assunto musical no início da década de 1980. Theo Cateforis escreveu no seu livro Are We Not New Wave?: Modern Pop at the Turn of the 1980s que o título de The Age of Plastic e as canções "I Love You (Miss Robot)" e "Astroboy" "demonstram a chegada dos anos 1980 como uma era de novidades repleta de futurismo brincalhão". Não obstante, Chuck Eddy, para a revista Spin, observou o título da canção como uma prova que The Age of Plastic "assentava-se firmemente na tradição 'tecnologia-futura' de Kraftwerk."

## Apresentações ao vivo
Em Setembro de 2010, a canção foi interpretada ao vivo no Ladbroke Grove's Supperclub em Notting Hill, Londres, como parte de uma apresentação intitulada "The Lost Gig". Esta foi a primeira interpretação ao vivo de todas as canções de The Age of Plastic.

## Créditos
Os seguintes dados foram importados do encarte do álbum The Age of Plastic (1980):
- Gravada nos estúdios Sarm East em Londres, Inglaterra
- Downes, Geoff — composição, produção e arranjos, teclado, bateria, percussão, vocais adicionais
- Horn, Trevor — composição, produção e arranjos, vocais principais, baixo eléctrico, guitarra
- Langan, Gary — mixagem